# 鄭問
鄭問（1958年12月27日—2017年3月26日）是一名臺灣漫画家兼插畫家。鄭問出生於桃園市大溪鎮，1974年就讀復興商工美工科，畢業後從事室内设计。二十多歲時，鄭問改行當插畫家，後嘗試投稿漫畫並得獎，1983年於《時報周刊》上連載《戰士黑豹》並出道成為漫畫家。1989年，鄭問與馬利（本名郝明義）聯手創作武俠長篇連載《阿鼻劍》，在《星期漫畫》上發表，但因雜誌停刊而在約一年後中斷。1990年，鄭問與日本講談社合作，在《Morning》上開始連載歷史題材的《東周英雄傳》，並以該作獲得1991年日本漫畫家協會獎優秀獎，成為首位獲得該協會頒獎的非日籍人士。
1992年，鄭問在《月刊Afternoon》連載原創奇幻作品《深邃美麗的亞細亞》，至1994年完結，隔年鄭問在《Morning》連載帶有算命元素的《萬歲》。1996年，鄭問一家在日本旅居約一年，1998年鄭問在《Morning》發表以秦始皇為主角的長篇新作《始皇》，但於第二部之後終止連載。2000年，鄭問擔任霹靂布袋戲題材港漫《漫畫大霹靂》的繪者，在香港發展一年。自1996年起，鄭問跨足電子遊戲界，2002年之後就沒有再發表漫畫作品。2001年，鄭問擔任美術總監的日本遊戲《鄭問之三國誌》問世。2003年，鄭問前往北京擔任遊戲《鐵血三國志》的藝術總監，但歷經多年開發後仍未能完成。2012年鄭問返台，2017年3月26日因心肌梗塞而逝世，享年58歲。

## 早年
1958年12月27日，鄭問（本名鄭進文）出生於桃園大溪鎮，是家中八位子女（四男四女）的老六，乳名「榕仔」。鄭問家境貧窮，父親是採集中药「鉤藤」的採藥工人。鄭問從小就展露藝術天賦，9歲時可以畫出等身大的门神。他也對漫畫充滿熱忱，幼時常去租書店翻閱《三國志》、《諸葛四郎》和《铁臂阿童木》，就讀大溪國小時他特別喜歡《铁臂阿童木》，並在臨摹過程中對繪畫產生興趣。由於家境並不好，鄭問童年時只能用有限的媒材來畫畫，也未接受正規美術教育。
大溪國中畢業後，鄭問想要學習油画，因而放棄已經考上的工專，跑去照相館當畫背景的學徒，結果因為學不到東西而只待了一個星期。之後鄭問瞞著家人報考復興商工美工科，並且通過入學考試，1974年成為該校新生，高二時搬到臺北居住。鄭問在復興商工非常用功，高二時就當上全校第一。學了素描及油畫等基本功後，鄭問欲在高三學習平面設計，卻被分配到雕塑組。在雕塑組，鄭問被安排要製作蔣介石和蔣經國等政治人物的銅像，他從中習得雕塑所需的空間感，對日後繪製插畫和漫畫頗有助益。復興商工畢業後，鄭問開始從事室内设计，由於當時競爭心強烈，他在3年內換了12家室內設計公司。1979年，鄭問入伍服兩年兵役，期間曾參與國軍歷史文物館的設計。

## 生涯

### 出道
鄭問在23歲時與兩名好友成立室內設計公司「上上設計」，但工作起來不順利，也不喜歡頻繁的應酬。在一次被倒帳後，鄭問搬回家鄉桃園，隔年開始接插畫工作，並且樂在其中。鄭問後來當上某報紙副刊插畫作者，但因為一個月工作量高達九十幾張，他「畫怕了」而嘗試改行。1983年，在畫了一年的插畫後，鄭問將首篇漫畫投稿給中華漫畫學會，於該年4月16日獲得「全國漫畫大賽」之佳作。之後鄭問向《時報周刊》投稿，並從七名漫畫家中脫穎而出，獲得在該雜誌上連載漫畫的機會。1983年9月4日，鄭問的出道作《戰士黑豹》在最新一期的《時報周刊》上開始連載，內容受到電影《星際大戰》的直接啟發，講述外星人「八眼」將一名地球人「黑豹」變成英雄，以對抗邪惡勢力。《戰士黑豹》的第一部於1984年1月完結，第二部從1984年4月連載至8月。
1985年，鄭問結婚成家，並經歷了一段漫畫空窗期，期間偶爾幫人畫插畫。1985年下半，鄭問幫漫畫雜誌《歡樂漫畫半月刊》的試刊號繪製了三部短篇：《最後的決鬥》、《劍仙傳奇》和《劊子手》。《歡樂漫畫半月刊》隨後正式創刊，1986年元旦發行的創刊3號刊載了鄭問新作《刺客列傳》的第一話。《刺客列傳》乃取材自《史記·刺客列傳》，全部五話，分別介紹曹沫、專諸、豫讓、聶政與荊軻的故事。在1986年內，鄭問也在《時報周刊》連載《鬥神》，隔年再發表《裝甲元帥》。1987年，鄭問將重心轉向插畫工作，作品可見於《民生報》、《聯合報》、《自由時報》和《中國時報》，並短暫擔任《中時晚報》副刊的首任美術主編。

鄭問（右）在自宅與《阿鼻劍》編劇馬利（左，本名郝明義）討論劇情

馬利（本名郝明義）創辦漫畫雜誌《星期漫畫》時，找鄭問聯手創作長篇連載《阿鼻劍》，由馬利負責編劇。1989年2月，《阿鼻劍》於《星期漫畫》創刊號開始連載，與麥人杰的《天才超人頑皮鬼》、曾正忠的《遲來的決戰》並列。《阿鼻劍》是武俠題材的漫畫，劇情從主角何勿生幼時開始，進而講述他的復仇之路以及見聞。《阿鼻劍》順利連載完前兩部，然而《星期漫畫》於1991年1月號宣告停刊，該期《阿鼻劍》刊載的是第三部的第三話。日後，鄭問和郝明義都有意繼續創作《阿鼻劍》，但因雙方時間無法撮合而未能實現；郝明義自2020年起開始發表前傳小說《阿鼻劍前傳》。香港導演劉偉強曾在2001年簽下《阿鼻劍》的影視版權，因多種因素而未開拍。

### 往日本發展
1988年8月，駿馬文化漫畫雜誌《漢堡漫畫》發行人林明珠挑選了幾位台灣漫畫家的作品，介紹給日本講談社編輯栗原良幸，栗原對鄭問的作品最感到印象深刻。隔年3月，栗原與另一位編輯新泰幸抵台邀請鄭問合作，雙方談妥。鄭問當時還在連載《阿鼻劍》，因為需要處理後續與講談社的洽談適宜，他拚命熬夜才完成《阿鼻劍》的第二部。在與講談社合作之前，鄭問曾與日本另一家出版公司接洽過，對方提議以滿清入關為題材，但鄭問繳交的稿子未被接納。
1990年1月，鄭問在講談社漫畫雜誌《Morning》1990年11號（1990年3月1日號）開始連載《東周英雄傳》，每一話為單篇故事，介紹春秋戰國時期的歷史人物。《東周英雄傳》一開始連續五期刊載，後來改成不定期連載，至1993年33號完結。《東周英雄傳》在日本獲得好評，鄭問於1991年5月榮獲日本漫畫家協會獎優秀獎，是首位獲得該協會頒獎的非日籍人士，頒獎典禮於同年6月12日舉行。日本广播协会（NHK）將《東周英雄傳》的其中一話「萬世師表 孔子」改編成動畫《孔子傳》（1995年），並邀請鄭問擔任原案。鄭問在《東周英雄傳》单行本第一集的後記中，即感嘆當時日本對漫畫家的待遇與重視遠比臺灣好，這動搖了他「對臺灣創作環境的歸屬感」。
《東周英雄傳》還在連載時，鄭問在《月刊Afternoon》1992年2月號另開新連載《深邃美麗的亞細亞》（MAGICAL SUPER ASIA 深く美しきアジア）。該作為奇幻類型的故事，講述擁有不同個性及能力的「王」的故事，並以「倒楣王」百兵衛與「理想王」的對立為主軸。據稱，該作原本計畫在1991年8月就發表，但鄭問選擇將已提交的稿子取回並繼續修改。1993年，鄭問與千葉徹彌在台灣舉行聯合簽名會。1994年7月，《深邃美麗的亞細亞》完結，整部作品在日本收穫的迴響不如預期，但並未影響講談社對鄭問的支持。
1995年9月，鄭問在《Morning》1995年38號開始連載《萬歲》，劇情圍繞著與项羽同名並且命格相同的男子，以及持有「天機」的算命師萬歲展開。隔年，鄭問在《Morning OPEN增刊》（モーニングオープン増刊）1996年6月號開始連載《2096-一百年後之英雄》（2096-百年後の英雄），為每期四頁的插畫。1997年，鄭問與東立出版社合辦新人漫畫獎「鄭問漫畫賞」，首獎有7萬新臺幣的獎金。1998年，鄭問在《Morning》發表以秦始皇為主角的新作《始皇》，1998年31號至33號刊載第一部「韓非子篇」，1999年33號至35號刊載第二部「李牧篇」。《始皇》在連載前計畫的篇幅為1200頁以上，但講談社為了避免虧損而縮減國際漫畫的數量，終止了鄭問的連載。
截止至1994年10月，《東周英雄傳》單行本在日本已售出50萬冊，《深邃美麗的亞細亞》則售出40萬冊。

### 往香港發展
1989年時，鄭問為香港漫畫家冯志明繪製了《刀劍笑》其中一期的封面，是鄭問跨足香港的第一步。2000年5月，鄭問在香港簽下與台灣霹靂國際多媒體和香港玉皇朝合作的兩年合約，擔任霹靂布袋戲題材港漫《漫畫大霹靂》的繪者。此前，鄭問一度嘗試將布袋戲雲州大儒俠改編成漫畫，在2000年適逢主角史豔文誕生三十週年時推出，但因為缺作畫助理而未能完成。《漫畫大霹靂》創刊號於2000年8月9日發表，並在第3屆漫畫博覽會上賣出2萬冊的佳績。然而，鄭問在畫滿第一年後決定解約，原因是和日本比起來，香港的商業考量過重。2002年，鄭問受邀與香港漫畫家馬榮成合作，為後者的漫畫《風雲》繪製外傳《風雲外傳：天下無雙》；該作也是鄭問一生中發表的最後一部漫畫。

### 往遊戲業發展
鄭問於1995年開始接觸電腦後，在隔年開始跨足日本的電子遊戲界。鄭問首先接下了GAME ARTS的三國志遊戲企劃，擔任美術總監一職，花了三至四年的時間完成兩百多個角色的插畫。該遊戲取名為《鄭問之三國誌》（鄭問之三国誌），是日本第一次以漫畫家的名字來為遊戲命名，於2001年發行PS2版。除了《鄭問之三國誌》之外，鄭問也接過一款名為《北的大地》（北の大地）的科幻遊戲企劃，連腳本都由他負責，原定於1998年啟動製作，但最終沒有問世。2000年，遊戲橘子出品的《戰國策貳-七雄之爭》推出，鄭問擔任美術總監。
2003年，華義邀請鄭問擔任網路遊戲《鐵血三國志》的藝術總監，鄭問遂前往中國北京。之後在新東家金山软件的任命下，鄭問成為三国工作室的總經理並轉戰珠海，又經過幾年開發，最終《鐵血三國志》因技術問題而在2012年底宣告終止。2012年鄭問返回台灣，該年台灣首次參加安古蘭國際漫畫節，鄭問被選為代表出席。鄭問也宣布，下一部作品將是與郝明義再度合作的武俠漫畫《敦煌行》，腳本已經完成。2014年至2015年間，鄭問與長子鄭植羽著手籌備《清明上河圖》題材的漫畫，已規劃好十篇故事。2017年，鄭問為「台灣漫畫百人繪」活動繪製其中一張台灣黑熊，是他生前最後發表的作品。

### 逝世與身後

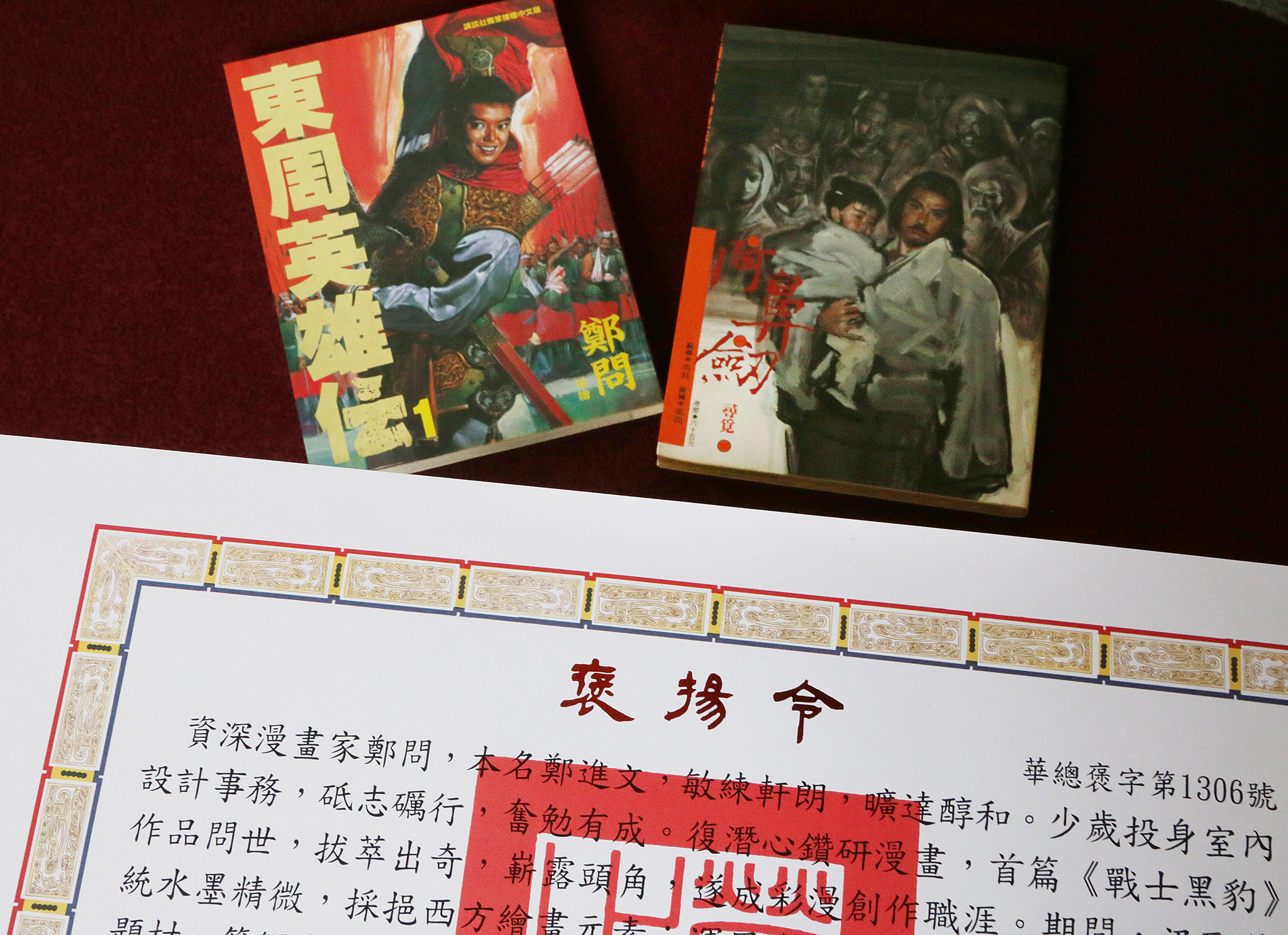
鄭問褒揚令，一旁放著《東周英雄傳》和《阿鼻劍》的第一集

2017年3月26日凌晨三點，鄭問因心肌梗塞逝世於新北市新店區慈濟醫院，享年58歲。鄭問的死訊最初由臺北市漫畫工會理事長鍾孟舜（曾任鄭問助手）於2天後在Facebook上對外公布。2017年4月25日，告別式在臺北市懷愛館舉行，文化部長鄭麗君代表總統蔡英文頒贈褒揚令。2017年5月18日，國立故宮博物院宣布將於明年舉辦鄭問特展，是故宮首次展出漫畫家作品。特展定名為「千年一問：故宮鄭問大展」，由鍾孟舜策展，展期為2018年6月16日至9月17日，先行展於「開拓動漫祭31」舉辦。隔年故宮南院展出《故宮×鄭問：赤壁與三國群英形象特展》，展期為2019年1月25日至4月14日。
大塊文化董事長郝明義（曾與鄭問合作《阿鼻劍》）於鄭問去世後開始策畫專書《人物風流：鄭問的世界與足跡》，於2018年6月出版。2019年，公視節目《藝術很有事》製播了紀錄片「鄭問三部曲」，第一集《深邃美麗的鄭問》獲得紐約多媒體展電視獎（New York Festivals TV & Film Awards）「娛樂類生活風格節目」（Lifestyle Program）銅獎。2020年10月8日，由王婉柔導演、王師監製的紀錄片《千年一問》於電影院上映，並入圍第57屆金馬獎最佳紀錄片。

## 個人生活
鄭問生活低調，大部分時間投入在創作上，較少在公眾場合曝光或接受採訪。1985年，鄭問在中華漫畫學會認識王傳自，後者辭去工作改當鄭問的助理，兩個月後兩人在4月28日結婚。結婚後，鄭問的生活起居主要由王傳自打理，王傳自配合鄭問，讓他可以專心作畫，有時也會針對鄭問的作品提供意見。兩人的長子鄭植羽於1986年11月12日出生，次子鄭宇書於1988年出生。鄭問一家於1987年搬到新北市新店區居住。1996年3月，因台海危機，講談社以保護作家安全為由，請鄭問全家搬至日本小金井市居住。1996年底，鄭問懷念在台灣的生活與作畫環境，決定搬回台灣。
在《漫畫大霹靂》創作期間，鄭問獨自旅居香港一年，住在柴灣旁的杏花邨。2003年，鄭問為了製作《鐵血三國志》而隻身前往中國，一待就是十年。2012年鄭問回台，同年開始指導鄭植羽學畫，直到過世為止，兩人曾合畫過遊戲《戰神魔霸》的美術圖。
2013年12月30日，鄭宇書於友人陳志豪位於台北市萬華區的家中，用槍頂住後腦自殺，得年25歲。由於案情罕見，鄭問希望能請鑑識專家李昌鈺重新勘驗，釐清真正死因。

## 風格

### 畫風
鄭問的畫風自1983年出道作《戰士黑豹》之後有過多番改變。連載《戰士黑豹》時，鄭問運用了他在復興商工所學的西洋美術基礎，結合受池上辽一影響的日本漫画風格。但鄭問覺得自己的畫風不夠與眾不同，因而投入很多心力做改變。1985年的《最後的決鬥》和《劍仙傳奇》是鄭問的首批彩墨作品，該經驗促使他繼續創作《刺客列傳》。在創作《刺客列傳》時，鄭問認為傳統上用來畫漫畫的沾水筆「太硬」、水彩與中國風不搭，便嘗試以水墨画風格作畫；這在之後成為他的著名風格之一。鄭問也在訪談中稱，畫《刺客列傳》時「已經把日本漫畫的東西全部甩開」。
1987年，鄭問投入插畫和美編的工作，兩年後才開始畫《阿鼻劍》。因為有馬利（本名郝明義）負責編劇，鄭問得以全心全意地作畫，並將插畫的理論和技法融會貫通。鄭問當時的畫風是以毛筆畫出濃重的線條，以沾水筆畫精細處，並大量運用效果線。在創作《東周英雄傳》時，鄭問延續了《刺客列傳》的畫風，並開始認真研究毛筆作畫的多樣變化。鄭問用的毛筆是紅豆筆，在連載《萬歲》後半段和《始皇》時，他有時會以牙刷的刷毛代替毛筆來作畫和題字。在此時期，鄭問因為畫風逼真寫實，其作品被視為剧画界的傑作；1991年，《朝日新聞》書評專欄「青少年招待席」（ヤングアダルト招待席）作者金原瑞人稱《東周英雄傳》為「破格般」的剧画作品，並形容鄭問是「十年難得一見！不，是二十年難得一見的天才！異才！不，應該說是鬼才！」。1995年，鄭問買了麥金塔電腦並嘗試電腦繪圖，因為不懂電腦和英文，花了半年才上手。他在《萬歲》做了第一次的嘗試，使用的軟體是Adobe Photoshop。鄭問也以畫具多樣聞名，他曾用來輔助作畫的物品包含肥皂、砂子、砂紙、塑膠袋、抹布、印章等。據鄭問自述，他常在非常氣惱或興奮的失控狀態下嘗試新的畫具，若最終得到好的效果就記起來。

### 作畫狀況
在創作生涯中，鄭問的工作量非常大。在《東周英雄傳》和《深邃美麗的亞細亞》同時連載期間，鄭問一天畫12至16個小時，作畫時不停吃檳榔以減輕壓力，且截稿前經常熬夜、數日不眠。在畫《漫畫大霹靂》的時候，鄭問一天也工作14個小時以上。作畫方面，據他表示，《戰士黑豹》平均一頁的構圖至少要花16個小時以上。《刺客列傳》時期，鄭問的漫畫製作步驟有四：故事大綱、分鏡表、草稿及完稿。故事大綱階段決定角色設計和頁面規格，分鏡階段除了一般的分鏡作業外，有時也要進行歷史服飾的考察。因為鄭問當時是在宣紙上作畫，沒有修改的餘地，所以會先將草稿畫到滿意，再將草稿置於透寫台進行完稿。在日本連載期間，鄭問大多使用肯特紙和義大利水彩紙來繪製彩圖。連載《東周英雄傳》時，鄭問會將水墨背景（畫在宣紙上）與原稿分開繪製，將背景製成網點賽璐璐片之後疊在原稿之上，使整幅圖有著水墨渲染的質感。 

### 靈感來源
鄭問自述會從生活中尋找讓他感動的東西，當作創作的靈感來源，例如雜誌或宣傳單等。鄭問在創作漫畫時經常觀摩中西方的藝術作品，他在就讀復興商工時最初是立志成為像畢卡索一樣的畫家，成為漫畫家後則欣賞林布蘭與米开朗基罗。看書也是鄭問的興趣，鄭問會閱讀與作品題材有關的書，例如畫《深邃美麗的亞細亞》時看心理學的書，畫《萬歲》時看算命的書等。其他類別的書他也會讀，認為這樣可以鍛鍊文字表達能力，並曾稱「不看書」是港台漫畫家最大的弱點。鄭問在設計漫畫中的人物時會選擇各式各樣的人當作模特兒，以免重複，有時也會取材自歷史繪畫或雕刻，如《劍仙傳奇》便參考了吴道子壁畫和菩薩像。對於喜愛的漫畫作品，鄭問在訪談舉出川口開治的《沉默的艦隊》、森秀樹的《墨攻》和王欣太的《蒼天航路》。手塚治虫、池上遼一和小島剛夕也是鄭問崇拜的漫畫家。在設計遊戲的時期，鄭問玩了各式各樣的遊戲，其中以《魔兽世界》和《暗黑破壞神》對他影響最深。

## 影響
鄭問的工作室請過許多作畫助手，曾加入且接受鄭問訓練的包含練任、鍾孟舜、陳志隆、楊鈺琦等人，張裕群、仇鵬欽、仇鵬豪、黃建芳和施淦全等人也列名弟子。蕭言中也曾幫忙作畫，視鄭問為「二師兄」。在漫畫界的影響力方面，日本講談社責任編輯新泰幸受訪時表示，鄭問的《東周英雄傳》等作品影響了諸多漫畫家，包含日本的井上雄彦、王欣太，中國的陸明、Benjamin，以及韓國的Boichi。香港漫畫家陳某也受到鄭問的啟發。在中國北京設計《鐵血三國志》時，鄭問也培育了許多後進，他們成為北京遊戲產業的生力軍。

## 作品列表

### 漫畫
|  | 連載作品 |  | 單回作品 |  | 直接發行單行本 |

|    | 中文標題               | 外文標題 （限雜誌連載） | 類別     | 出版社               | 發表雜誌 | 總話數                                                           | 收錄於                                                    | 備註                                                      |
| -- | ---------------------- | ----------------------- | -------- | -------------------- | --- | ---------------------------------------------------------------- | --------------------------------------------------------- | --------------------------------------------------------- |
| 0  |                        | Ｚ                      | Ｚ       | Ｚ                   | 1980年代 | Ｚ                                                               |                                                           | Ｚ                                                        |
| 1  | 戰士黑豹               | —                       | 連載     | 時報周刊股份有限公司 | 第一部：《時報周刊》288期（1983年9月4日～10日）－第307期（1984年1月15日～21日） 第二部：《時報周刊》318期（1984年4月1日～7日）－339期（1984年8月26日～9月1日） | 第一部：全20話 第二部：全22話                                    | 全2冊                                                     | 每話共六頁，第一頁為彩色頁，其餘為黑白。                  |
| 2  | 最後的決鬥             | —                       | 單回作品 | 時報文化             | 《歡樂漫畫半月刊》試刊號第一期（1985年10月2日） | —                                                                | 《刺客列傳》單行本                                        | 全彩作品                                                  |
| 3  | 劍仙傳奇               | —                       | 單回作品 | 時報文化             | 《歡樂漫畫半月刊》試刊號第二期（1985年10月15日） | —                                                                | 《刺客列傳》單行本                                        | 全彩作品                                                  |
| 4  | 劊子手                 | —                       | 單回作品 | 時報文化             | 《歡樂漫畫半月刊》試刊號第三期 | —                                                                | 《鄭問特刊》 《刺客列傳》單行本（僅限精裝紀念版）         | 全彩作品                                                  |
| 5  | 刺客列傳               | —                       | 連載     | 時報文化             | 《歡樂漫畫半月刊》創刊3號（1986年1月1日）開始連載 | 全5話                                                            | 全1冊                                                     | 全彩作品                                                  |
| 6  | 鬥神                   | —                       | 連載     | 時報周刊股份有限公司 | 《時報周刊》（1986年） | 全12話                                                           | 全1冊                                                     | 全彩作品 鄭問自感故事交代不完整，故在單行本中新畫了23頁。 |
| 7  | 神筆馬良               | —                       | 單回作品 | 未知                 | 《321兒童雜誌》創刊號（1986年） | —                                                                | 未收錄                                                    | 全彩作品                                                  |
| 8  | 裝甲元帥               | —                       | 連載     | 時報周刊股份有限公司 | 《時報周刊》（1987年） | 未知                                                             | 《鄭問特刊》                                              | 全彩作品                                                  |
| 9  | 阿鼻劍                 | —                       | 連載     | 時報文化             | 第一部 尋覓：《星期漫畫》創刊號（1989年2月）－16期 第二部 覺醒：24期－39期 第三部 前世：78期（1990年11月號）－80期（1991年1月號）                              | 第一部 尋覓：全16話 第二部 覺醒：全15話 第三部 前世：3話（未完） | 全2冊（時報版） 全3冊（大辣版） 全1冊（三〇週年版）       | 編劇：馬利（本名郝明義）                                  |
| 0  |                        | Ｚ                      | Ｚ       | Ｚ                   | 1990年代 | Ｚ                                                               |                                                           | Ｚ                                                        |
| 10 | 東周英雄傳             |                         | 連載     | 講談社               | 《Morning》1990年11號（1990年3月1日號）－1993年33號 | 全24話                                                           | 全3冊                                                     | 不定期連載                                                |
| 11 | 深邃美麗的亞細亞       |                         | 連載     | 講談社 東立出版社    | 《月刊Afternoon》1992年2月號開始連載 《龍少年》1992年No.1開始連載                                                                                              | 全31話                                                           | 全5冊                                                     |                                                           |
| 12 | 臥龍先生               | —                       | 單行本   | 華香園出版社         | — | —                                                                | 全1冊                                                     | 全彩作品 主編：國立編譯館 1993年2月出版                   |
| 13 | 萬歲                   |                         | 連載     | 講談社 東立出版社    | 《Morning》1995年38號開始連載 《龍少年》1995年No.7開始連載 | 全11話                                                           | 全1冊                                                     |                                                           |
| 14 | 2096-一百年後之英雄    |                         | 連載     | 講談社               | 《Morning OPEN增刊》（モーニングオープン増刊）1996年6月號－10月號 | 全5話                                                            | 未收錄 部分彩圖收錄於《》和《人物風流：鄭問的世界與足跡》 |                                                           |
| 15 | 始皇                   |                         | 連載     | 講談社 東立出版社    | 第一部 韓非子篇：《Morning》1998年31號－33號 第二部 李牧篇：《Morning》1999年33號－35號 《午安漫畫月刊》                                                       | 第一部 韓非子篇：3話 第二部 李牧篇：3話                          | 全1冊                                                     |                                                           |
| 0  |                        | Ｚ                      | Ｚ       | Ｚ                   | 2000年代 | Ｚ                                                               |                                                           | Ｚ                                                        |
| 16 | 人間佛教行者：星雲大師 | —                       | 單行本   | 佛光                 | — | —                                                                | 全1冊                                                     | 2000年2月出版                                             |
| 17 | 漫畫大霹靂             | —                       | 連載     | 玉郎圖書國際有限公司 | 《漫畫大霹靂》創刊號（2000年8月）－20期（2001年6月） | 全20話                                                           | 全20期                                                    | 全彩作品 監製：黃玉郎                                     |
| 18 | 風雲外傳：天下無雙     | —                       | 單行本   | 天下出版             | — | —                                                                | 全1冊                                                     | 全彩作品 原作：馬榮成 2002年7月出版                       |

### 插畫
- 「近代中國兒童連環圖畫」叢書（1981年，裕臺出版）[164]
- 《五大名劍》（章君穀著，1982年起連載於《時報周刊》）：小說插畫[20][165][166]
- 「近代中國青少年通俗讀物」叢書（1983年，近代中國出版社出版）[167][168]
- 《殺手列傳》（秦紅、諸葛青雲、獨孤紅、慕容美、臥龍生著，1987年起連載於《時報周刊》）：小說插畫[169][170]
- 《鬼話》（1988年[171]，司馬中原著，皇冠文化出版）：小說插畫[169]
- 《惡地形》（1988年[172]，林燿德著，希代書版公司出版）：小說插畫[169]
- 《江湖閒話》（1988年[173]，溫瑞安著，萬盛出版）：封面插畫[169]
- 《末代皇帝：溥儀自傳《我的前半生》》（1988年[174]，愛新覺羅溥儀著，遠景出版）：封面插畫[169]
- 《台灣英雄廖添丁》（1989年，吳樂天著、時報文化）：封面插畫[175]
- 「高陽作品集」叢書（高陽著，遠景出版）：封面插畫[備註 6][169]
- 《時報全語文經典》套書（時報文化出版）：封面插畫[備註 7][169]
- 《中國神話天地》兒童叢書（圖文出版）：插畫[169]
- 《寫給兒童的中國歷史》、《寫給兒童的世界歷史》兒童叢書（小魯文化出版）：插畫[176][177]

### 畫集與專書
- 《鄭問畫集》（自由人出版[178]）
- 《鄭問特刊》（1990年[27]，自由人出版[178]）
- 《鄭問繪畫技法創作畫冊》（1990年[27]，自由人出版[179]）[180]
- （1998年，讲谈社）[181]
- 《鄭問画集》（1999年，東立出版社）[備註 8][182]
- （2002年8月，角川書店）[183][184]
- 《鄭問之三國演義畫集》（2019年1月30日，大辣出版）[備註 9][185]

### 遊戲
- 《戰國策貳-七雄之爭》（2000年，遊戲橘子）：美術總監[77]
- 《鄭問之三國誌》（PS2/2001年11月1日[76]，PC/2002年9月6日[186]，GAME ARTS（日语：ゲームアーツ））：美術總監[77]
  - 衍生書籍：小說《鄭問之三國誌》（榊涼介著，全3冊）[74]、遊戲攻略《鄭問之三國誌 公式兵略例解》[74]
- 《鐵血三國志》（未發行，華義/三国工作室）：製作人[79]
- 《封神榜2》（2008年，金山軟件/烈火工作室[187]）：美術總監[188]
- 《月影传说Online》（2012年公測，金山軟件/西山居[備註 10][189]）：美術總監[188]
- 《戰神魔霸》（2014年，華義[190]）：美術總監[85]

### 其他
- 《孔子傳》（1995年，NHK，擔任原案）[48]

## 所獲獎項
- 1985年《聯合報》「中華民國形象漫畫人物造型」徵稿活動佳作[備註 11][191]
- 《刺客列傳》：國立編譯館七十五年下半優良漫畫第一名[20]
- 《東周英雄傳》：1991年日本漫畫家協會獎優秀獎[43][44]、1994年國立編譯館優良漫畫獎[107]
- 《深邃美麗的亞細亞》：1996年金鼎獎漫畫讀物類[106]
- 《始皇》：第一屆漫畫金像獎最佳少年漫畫、最佳美術[192][193][194]
- 《人間佛教行者：星雲大師》：2001年國立編譯館優良漫畫獎[77]

## 相關書籍
- 《鄭問故宮大展：千年一問 導覽手冊》（2018年6月，開拓動漫事業有限公司）[195]
- 《人物風流：鄭問的世界與足跡》（2018年6月，大辣出版）[98]
- 《一問千年：鄭問的藝術革命》（2018年6月，鍾孟舜著，開拓動漫事業有限公司）[196]
- 《故宮×鄭問：赤壁與三國群英形象特展》（2019年1月，國立故宮博物院）[197]
- 《千年一問CHEN UEN：鄭問紀錄片》（2020年9月2日，大辣出版）[198]

## 備註
1. ↑  另有一說為八德鄉[4][5]。
2. ↑  日本雜誌的實際發售時間通常會比期號還早。
3. ↑  翻譯取自[47]。原文：
4. ↑  又寫作「最後的決闘」。
5. ↑  又寫作「闘神」。
6. ↑  負責叢書中的《清朝的皇帝》、《八大胡同》、《高陽雜文》、《石破天驚》、《紅塵》、《再生香》、《避情港》、《假官真做》、《粉墨春秋》、《醉蓬萊》、《桐花鳳》、《玉壘浮雲》。
7. ↑  負責套書中的《再見，特洛伊》、《奧迪賽奇航記》 、《羅摩渡恆河》、《一零五個王子》、《格薩爾王傳奇》[169]。
8. ↑  的中文版，譯者為蔡夢芳。
9. ↑  的中文版，內容經過重新整理編輯。
10. ↑  最初是由烈火工作室負責開發[188]。
11. ↑  以本名鄭進文參加，與另一人並列佳作。